# 西山仁紫
西山 仁紫（にしやま ひとし、1955年（昭和30年）7月25日 - ）は、日本のテレビプロデューサー。
フジテレビバラエティ制作センター部長等を歴任、共同テレビジョン常務取締役、株式会社バンエイト取締役、株式会社ベイシス取締役、株式会社共同エディット取締役を経て、合同会社キャンドル代表。
島根県松江市出身。早稲田大学理工学部卒業。

## 来歴・人物
フジテレビ入社後、ニューヨークにて勤務。学生時代に海外を貧乏旅行した体験から「なりゆき」「あいのり」を企画した。番組の中で「あいのり募金」を設立し、途上国に７棟の小学校を建設。2007年に元東京パフォーマンスドールの木原さとみと結婚。フジテレビ、Netflix「あいのり」のプロデューサー兼演出。
フジテレビバラエティー制作センター部長を経て、共同テレビに出向、2022年に独立、合同会社キャンドルを設立。

## 担当番組
- TVグラフィティ（1985年）
- 純ちゃんのごぶサタデー（1985年）
- 100大スター記者会見（1996年）
- 土曜症候群（1986年）
- なんてったって好奇心（1988年）
- グッドモーニングジャパン（1990年、プロデューサー）
- アンテナホット7（1990年）
- 平成教育テレビ（1992年プロデューサー、1993年ディレクター）
- ワーズワースの庭で（1993年、ディレクター）
- 爆笑問題の全日本番組選手権（1998年）
- 地番組の見れる店（1998年）
- 新常識クイズ!目からウロコ（2001年、プロデューサー）
- わけありバラエティー みんなのヒミツ（2001年、プロデューサー）
- テレビが目にしみる（2004年）
- 男女8人恋愛ツアー!TOKIOのな・り・ゆ・き!!（1998年 - 1999年、プロデューサー・演出）
- 恋愛観察バラエティー あいのり（1999年 - 2009年、プロデューサー・演出）
- あいのり２　プロデューサー・演出
- あいのりAsian Journey（2018年）　プロデューサー・演出
- あいのりAfrican Journey（2020年）　プロデューサー・演出
- Netflix　あいの里　Love Village（2023年）　プロデューサー・演出

制作統括
- FNS ALLSTARS あっつい25時間テレビやっぱ楽しくなければテレビじゃないもん!（2005年）
- FNS26時間テレビ 国民的なおもしろさ!史上最大!!真夏のクイズ祭り 26時間ぶっ通しスペシャル（2006年）
- FNS27時間テレビ みんな“なまか”だっ!ウッキー!ハッピー!西遊記!（2007年）
- FNS歌謡祭

など